# 德黑兰石油足球俱乐部
德黑兰石油足球俱乐部，伊朗首都德黑兰市的一个足球俱乐部。现参加伊朗职业足球联赛。